# マイ・ピュア・レディ
「マイ・ピュア・レディ」（MY PURE LADY）は、1977年2月5日に発売された尾崎亜美の3枚目のシングルである。発売元はEXPRESS/東芝EMI。

## 概要
表題曲「マイ・ピュア・レディ」は、小林麻美が出演した資生堂 ″スプレンス クリスタルデュウ″ のキャンペーン・ソングとして使用された。アレンジは松任谷正隆が担当しており、アコースティック・ギターやストリングス、ホーンなどを使用したボサノヴァ調の曲となっている。演奏にはティン・パン・アレーのメンバーが参加している。ちなみにTV-CMでは短い時間内に収めるため、シングルバージョンとはテンポとアレンジの異なるテイクが使用された。また、途中に小林麻美が呟くドキュメント風の独白を入れるため、音源に隙間が作られていた。
オリコン・シングルチャートの最高位は4位を記録し、累計23万枚以上を売り上げる最大のヒットシングルとなった。
4カ月後に発売されたアルバム『MIND DROPS』には、コンセプトに合わないという理由から未収録となっていたが、2009年4月に同アルバムが紙ジャケット仕様で再発売された際、ボーナストラックとしてA・B面曲共に追加収録された。
本作には非売品プロモーション用シングル盤が存在するが、B面曲はファーストアルバム『SHADY』収録曲の「私は何色」に差し替えられている。

## 収録曲
- 全曲 作詞・作曲：尾崎亜美 / 編曲：松任谷正隆

SIDE A
マイ・ピュア・レディ（3分16秒）
SIDE B
サンライト（3分15秒）

## 参考資料
- 長井英治:監修『日本の女性シンガー・ソングライター』シンコーミュージック・エンタテイメント〈ディスク・コレクション〉、2013年4月。ISBN 978-4401638048。